# قانون ميثاق الحقوق في نيوزيلندا عام 1990
قانون ميثاق الحقوق في نيوزيلندا عام 1990 (ويُشار إليه بالاختصار NZBORA أحيانًا) هو قانون أساسي في برلمان نيوزيلندا ويحدد الحقوق والحريات الأساسية لكل الأفراد الخاضعين لقانون نيوزيلندا باعتباره ميثاقًا للحقوق. وهو جزء من دستور نيوزيلندا غير المعدل.

## التاريخ
عام 1985، وضع وزير العدل آنذاك، هون جيوفري بالمر، ورقة بعنوان «ميثاق الحقوق في نيوزيلندا» على جدول الأعمال في البرلمان. طرحت الورقة عددًا من الخصائص المثيرة للجدل، التي أثارت جدلًا على نطاق واسع:
- يجب أن يصبح ميثاق الحقوق راسخًا أي يصبح من غير الممكن تعديله أو إلغاؤه دون تصويت 75% من غالبية الأعضاء في مجلس النواب أو أغلبية بسيطة في استفتاء عام.
- بالتالي يجب أن يكون لميثاق الحقوق مكانة عليا في الدستور، ما سبب بعض التراجع في مبادئ السيادة البرلمانية.
- كان من المفترض دمج معاهدة وايتانغي بالكامل ضمن ميثاق الحقوق، ما يرفع مكانة المعاهدة إلى مرتبة دستورية عليا.
- للسلطة القضائية القدرة على إبطال أي قانون برلماني، أو سلطة قانون عام، أو إجراء رسمي يتعارض مع ميثاق الحقوق.

من ثم انتقل الميثاق إلى لجنة اختيار الإصلاح القانوني والقضائي، التي أقرت بأن نيوزيلندا «غير جاهزة بعد» لإقرار ميثاق حقوق بالطريقة المطروحة في الورقة البيضاء. أوصت اللجنة بطرح ميثاق الحقوق كقانون عادي، أي لا تكون له مكانة عليا أو راسخة.
يشبه ميثاق الحقوق في شكله الحالي قانون الحقوق الكندي الذي أُقر عام 1960. ويخلق تغييرًا في في جو القانون النيوزيلندي لأنه يقدم للقضاة وسيلة «لتفسير» قوانين أخرى لضمان نطاق واسع من الحريات الفردية.
يتضمن ميثاق الحقوق مادة تنص على تعظيم الحريات وهو مشابه للتعديل التاسع لدستور الولايات المتحدة، ما يقدم فرصًا عديدة لتفسيرات خلاقة تصب في مصلحة الحريات والحقوق.

## تطبيق ميثاق الحقوق
ينطبق الميثاق على الأفعال التي تقوم بها سلطات الحكومة الثلاثة فقط (السلطة التشريعية، والتنفيذية، والقضائية) في نيوزيلندا، وعلى أي شخص أو هيئة «تؤدي وظيفة عامة أو واجبًا أو منصبًا عامًا ينص عليه القانون (المادة الثالثة)».
تنفي المادة الثالثة تحديدًا أية مرتبة عليا للميثاق تفوق التشريعات الأخرى. وتنص المادة على أنه من غير الممكن للمحاكم التي تنظر في قضايا متعلقة بالميثاق رفض أو إبطال أي حكم يقرره البرلمان، أو جعله غير صالح أو مُجٍد، ورفض تطبيقه، سواء بعد أو قبل إقرار القانون لأنه لا يتوافق مع أي حكم من أحكام ميثاق الحقوق.
تسمح المادة الخامسة بفرض «قيود مبررة» على القوانين التي يضمنها القانون والتي «تخضع فقط لقيود منطقية ينص عليها القانون ويمكن تبريرها بشكل واضح في مجتمع حر وديمقراطي»، وهو نفس الوصف الموجود في ميثاق الحقوق والحريات الكندي. في شهر يوليو من عام 2015، وفي قضية تايلور ضد المدعي العام، اتخذت المحكمة العليا في أوكلاند خطوة غير مسبوقة في إصدار توضيح رسمي مفاده أن تعديل قانون الانتخابات الذي يجرد جميع السجناء من حقوق التصويت كان قيدًا لا يمكن تبريره للمادة رقم (12 a) من ميثاق الحقوق.
تؤكد المادة السادسة على أنه حين يكون لتفسير قانون ما معنى متوافق مع القانون، يُفضل هذا المعنى على أي معنى آخر.

## تقارير عن المادة السابعة
تقتضي المادة السابقة من القانون بأن يلفت المدعي العام انتباه البرلمان إلى تقديم أي مشروع قانون يتعارض مع الميثاق. تطلب وزارة العدل، التي تجهز هذا النصيحة للنائب العام، مدة أسبوعين كحد أدنى لمراجعة مسودة القانون.

## قضايا مهمة في المحاكم
تم الاستماع إلى عدد كبير من القضايا منذ إقرار القانون عام 1990، يتعلق معظمها بالحقوق في حالات الاعتقال والاحتجاز.
- قضية فليكينغر ضد المستعمرة الملكية في هونغ كونغ (1991)، أقرت محكمة الاستئناف بأنه يمكن تفسير المادة رقم 66 من القانون القضائي لعام 1908، الذي يرفض حق الاستئناف في قضايا المجرمين المشابهة لهذه القضية، في ضوء المادة السادسة من القانون. على الرغم من ذلك، لم يتم خرق قانون ميثاق الحقوق في هذه القضية، وتوجب على المستأنف، فليكينغر، العودة إلى هونغ كونغ ومواجهة التهم الموجهة إليه.[1]
- قضية سمبسون ضد المدعي العام (1994)، (تُعرف أيضًا باسم قضية بيجنت)، زعم المدعون الذين يمثلهم أحد أبرز المحامين في مجال حقوق الإنسان، أنتوني شو، أن رجال الشرطة تعاملوا بطريقة سيئة عند تفتيشهم منزل السيدة الراحلة بيجنت عندما علموا أن اسم عقارها ورد بالخطأ في مذكرة تفتيش لمنزل أحد تجار المخدرات. أقام المدعون دعوى على أساس انتهاك رجال الشرطة للمادة رقم 21 من قانون ميثاق الحقوق، والذي ينص على ضمان حق الأمان في حالات التفتيش والاعتقال غير المنطقية. قرر أربعة من خمسة قضاة في محكمة الاستئناف التالي:[2]
- لا تعني حقيقة أن ميثاق الحقوق لم يتضمن أقسامًا خاصة بالإصلاحات أنه ليس في نية البرلمان تعويض حالات خرق القانون.
- توجب تفسير ميثاق الحقوق في ضوء التزامات نيوزيلندا في ظل المعاهدة العالمية للحقوق المدنية والسياسية.
- بإمكان المحاكم منح تعويضات في حالات انتهاك ميثاق الحقوق.
- تقع مسؤولية انتهاك الميثاق على الحكومة.
- قضية هوبكنسون ضد الشرطة، عام 2003، أحرق بول هوبكنسون، وهو معلم في أحد مدارس ويلينغنون، علم نيوزيلندا كجزء من الاحتجاج على استضافة الحكومة النيوزيلندية لرئيس وزراء أستراليا، احتجاجًا على دعم أستراليا للحرب الأميركية على العراق. أُدين هوبكنسون في البداية بموجب قانون حماية الأعلام والرموز والأسماء لعام 1981 بتهمة تدمير العلم النيوزيلندي بقصد الإهانة، ولكنه استأنف الدعوى. عند الاستئناف، أُلغيت إدانته على أساس أنه يجب أن يُربط القانون باستمرار بحق حرية التعبير بموجب ميثاق الحقوق، ما يعني أن أفعاله لم تكن غير قانونية لأن لكلمة إهانة في قانون حماية الأعلام والرموز والأسماء معاني عديدة، وعندما تم تبني المعنى الأقل تقييدًا لتلك الكلمة، لم يطابق فعل هوبكنسون ذلك المعيار. تُعزى هذه النتيجة غير الاعتيادية بطريقة ما إلى حقيقة أن ميثاق الحقوق لا يطغى على القوانين الأخرى (اقرأ في تدنيس العلم).[3]

## العدالة الطبيعية
تضمن المادة رقم 27 من الميثاق لكل شخص الحق في احترام مبادئ العدالة الطبيعية من قبل أية محكمة أو سلطة عامة لديها القدرة على اتخاذ قرار متعلق بحقوقه، والتزاماته، واهتماماته التي يحميها أو ينص عليها القانون. لكل شخص الحق أيضًا في رفع دعوى مدنية ضد الحكومة، والدفاع عن الدعاوى المدنية المرفوعة أمام الحكومة، وبأن يتم الاستماع لتلك الدعاوى، وفقًا للقانون، بنفس الطريقة التي يتم فيها الاستماع إلى الدعاوى المدنية بين الأفراد.